# Slaget vid Poltava (film)
Slaget vid Poltava (rysk originaltitel: Слуга государев: Sluga gosudarev; på svenska: Härskarens tjänare) är en rysk historisk actionfilm från 2007 i regi av Oleg Rjaskov.
Filmen följer två landsflyktiga fransmän som ska agera som observatörer på var sin sida i det stora nordiska kriget som ett straff av Ludvig XIV efter att de har duellerat. Filmen fokuserar på kampen mellan Ryssland och Sverige och det slutgiltiga slaget vid Poltava 1709.